# Peter Liebers
Pour les articles homonymes, voir Liebers.
Peter Liebers (né le 16 avril 1988 à Berlin en Allemagne), est un patineur artistique allemand. Il est sextuple champion d'Allemagne (2009, 2011, 2012, 2013, 2014, 2017).

## Biographie

### Ses débuts
Peter Liebers est issue d'une famille de patineurs. Son père Mario Liebers a été un patineur de haut niveau pour la RDA, et son frère Martin Liebers (né en 1985) patine également. Il s'entraîne au club de patinage de Berlin (SC Berlin), dirigé par Romy et Jürgen Bertko, et travaille actuellement avec Viola Striegler. En 2002, il devient champion d'Allemagne junior.
La carrière de Peter Liebers a été marquée par plusieurs blessures. En juillet 2005, il se blesse à la cheville lors d'un stage, mais sans conséquence sur sa saison 2005/2006, puisqu'il reprend l'entraînement dès le mois de septembre. 6e des championnats d'Allemagne 2006, il est sélectionné par la fédération allemande pour participer aux championnats du monde junior en mars 2006 à Ljubljana. Il s'y classe 13e alors qu'il se casse le péroné de la jambe gauche dans une ornière de la patinoire. Cet blessure l'oblige à être absent de toute la saison 2006/2007 puisqu'il doit subir une opération chirurgicale où il garde un insert métallique dans sa jambe jusqu'en mars 2007. Il ne recommence à patiner qu'au mois de mai suivant.

### Saison 2007/2008

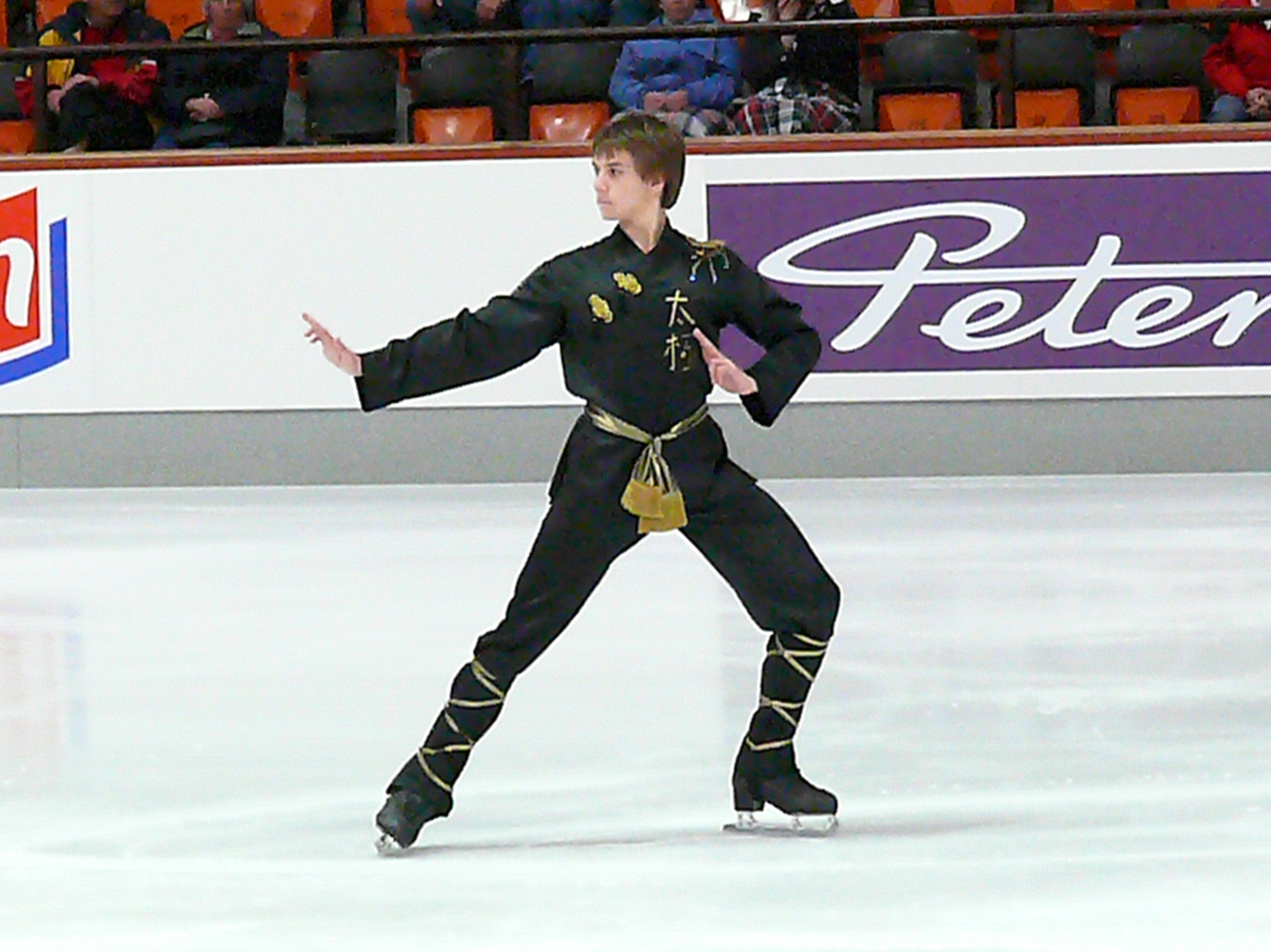
Peter Liebers au Nebelhorn Trophy de septembre 2007

Après plus d'un an d'absence, il revient aux compétitions internationales en participant au Nebelhorn Trophy en Allemagne en septembre 2007. Il monte ensuite pour la première fois sur le podium national senior en devenant vice-champion d'Allemagne derrière Clemens Brummer à Dresde. Il est alors sélectionné par la fédération allemande pour participer à ses premiers championnats d'Europe, en janvier 2008 à Zagreb, où il se classe 13e. Il participe ensuite à ses premiers championnats du monde, en mars 2008 à Göteborg. Il prend la 32e place à l'issue du programme court, ce qui l'empêche de patiner son programme libre.

### Saison 2008/2009
Il participe pour la première fois à des épreuves automnales du Grand Prix ISU senior. Il patine d'abord au Trophée Éric Bompard (6e) puis au Trophée NHK (10e). Il remporte ensuite son premier titre de champion d'Allemagne à Oberstdorf. Cela lui permet de participer aux championnats d'Europe de janvier 2009 à Helsinki où il se classe 15e, puis aux championnats du monde de mars 2009 à Los Angeles où il prend la 25e place ce qui l'empêche, à une place près, de pouvoir patiner son programme libre.

### Saison 2009/2010
Il patine au Trophée Éric Bompard (10e) puis perd son titre de champion d'Allemagne à Mannheim en raison du retour pour la saison olympique de Stefan Lindemann. Cela l'empêche de pouvoir participer aux championnats d'Europe de janvier 2010 à Tallinn et aux Jeux olympiques d'hiver de février 2010 à Vancouver. Il représente néanmoins son pays aux championnats du monde de mars 2010 à Turin où il conserve sa 25e place mondiale.

### Saison 2010/2011
Il se classe 7e du Trophée Éric Bompard et 9e de la coupe de Chine au cours de l'automne. Il reconquiert ensuite à Oberstdorf son titre de champion d'Allemagne perdu la saison passée. Il se classe ensuite 11e aux championnats d'Europe de janvier 2011 à Berne, puis 15e des championnats du monde d'avril 2011 à Moscou.

### Saison 2011/2012
En Juin 2011, il se casse le sacrum alors qu'il travaille sur son nouveau programme de la saison à Toronto au Canada. À l'automne, il ne participe pas au Grand Prix ISU mais obtient en janvier 2012 son troisième titre national à Oberstdorf. Aux championnats d'Europe de janvier 2012 à Sheffield, il ne prend que la 15e place, soit 4 places de moins que la saison passée. Aux championnats du monde de mars 2012 à Nice, il recule également dans le classement en prenant la 20e place.

### Saison 2012/2013
Peter Liebers n'est pas sélectionné pour participer au Grand Prix ISU automnal, mais remporte néanmoins son quatrième titre national à Hambourg en décembre 2012. Un mois plus tard il prend la 10e place des championnats d'Europe de janvier 2013 à Zagreb, son meilleur résultat continental jusqu'à présent. Lors des championnats du monde de mars 2013 à London, il obtient son meilleur résultat mondial jusqu'à présent en se classant 11e et en battant tous ses records personnels.

### Saison 2013/2014
Contrairement à la saison passée, il participe à deux grands prix ISU de l'automne ; la Coupe de Chine d'abord (7e) puis la Coupe de Russie (7e). En décembre il remporte son cinquième titre national à Berlin. Les mois suivants il se classe successivement 6e des championnats d'Europe à Budapest (son meilleur classement continental), 8e des Jeux olympiques d'hiver de Sotchi et 14e des championnats du monde à Saitama.

### Saison 2014/2015
Blessé en début de saison, il déclare forfait en novembre à la Coupe de Chine et au Trophée NHK. Le mois suivant, il abandonne aux championnats d'Allemagne à Stuttgart après avoir patiné le programme court. Il réussit toutefois à conserver sa 6e place continentale aux championnats d'Europe de janvier 2015 à Stockholm.

## Palmarès
| Compétition                        | 2004    | 2005    | 2006    | 2007    | 2008    | 2009    | 2010    | 2011    | 2012    | 2013    | 2014    | 2015    | 2016    | 2017    | 2018    |
| Jeux olympiques d'hiver            |         |         |         |         |         |         |         |         |         |         | 8e      |         |         |         |         |
| Championnats du monde              |         |         |         |         | 32e     | 25e     | 25e     | 15e     | 20e     | 11e     | 14e     | 29e     |         |         |         |
| Championnats d’Europe              |         |         |         |         | 13e     | 15e     |         | 11e     | 15e     | 10e     | 6e      | 6e      |         |         | F       |
| Championnats d'Allemagne           | 5e      | 5e      | 5e      | F       | 2e      | 1er     | 2e      | 1er     | 1er     | 1er     | 1er     | A       | F       | 1er     | 2e      |
| Championnats du monde juniors      |         |         | 13e     |         |         |         |         |         |         |         |         |         |         |         |         |
|                                    |         |         |         |         |         |         |         |         |         |         |         |         |         |         |         |
| Grand Prix ISU                     | 2003/04 | 2004/05 | 2005/06 | 2006/07 | 2007/08 | 2008/09 | 2009/10 | 2010/11 | 2011/12 | 2012/13 | 2013/14 | 2014/15 | 2015/16 | 2016/17 | 2017/18 |
| Skate Canada                       |         |         |         |         |         |         |         |         |         |         |         |         | F       |         |         |
| Coupe de Chine                     |         |         |         |         |         |         |         | 9e      |         |         | 7e      | F       |         |         |         |
| Trophée de France                  |         |         |         |         |         | 6e      | 10e     | 7e      |         |         |         |         |         |         |         |
| Coupe de Russie                    |         |         |         |         |         |         |         |         |         |         | 7e      |         | F       |         |         |
| Trophée NHK                        |         |         |         |         |         | 10e     |         |         |         |         |         | F       |         |         |         |
| Légende : F= Forfait ; A = Abandon |         |         |         |         |         |         |         |         |         |         |         |         |         |         |         |